# Ellisia ingae
Ellisia ingae — вид грибів, що належить до монотипового роду  Ellisia.